# Сказание о Вавилонском царстве
«Сказание о Вавилонском царстве» — народно-литературное произведение, сохранившееся в рукописях XVI—XVII веков. Сюжет сказания — история чудесного падения Вавилонского государства, которое потом населили лютые звери и огромный змей, лежащий вокруг целого города. Византийский император Лев (вероятно, Лев VI Философ) посылает послов в Вавилон за знамением; послы возвращаются с царским венцом царя Навуходоносора и с греческой грамотой, по которой верховная власть, по Божьему повелению, должна перейти к византийским императорам.
Это первоначальный остов византийской легенды, к которой с течением времени приделано русское окончание: византийский царь Василий посылает князю Владимиру Киевскому «сердоликову крабицу со всем виссоном царским» и шапку мономахову, «иже взято от Вавилона».
«Сказание о Вавилонском царстве» совсем сходно со «Повестью о новгородском белом клобуке» и подчёркивает бытовавшее в России того времени мнение, считавшее Византию источником светской и духовной власти. Вместе с тем оно знаменует сознание всемирного могущества русского царя и главы русской церкви.
По мнению А. Н. Веселовского (статья в «Славянском сборнике», т. II и «Archiv für slav. Phil.», т. II), сказание перешло в древнюю Русь путём южнославянских переводов, а в свою очередь Византия унаследовала его из ирано-семитской народной словесности. Этот же ученый замечает (приложение к XLV т. «Записок Императорской Академии Наук»), что мотивы вавилонской повести были включены в житие святых Кирика и Улиты.
Сюжет, сходный с окончанием русской редакции повести о Вавилонском царстве, представляет «Сказание о великих князех Владимерских», где говорится о том, что император Константин Мономах прислал Владимиру, князю русскому, венец царский и «крабицу сердоличну». Какое сказание древне́е — нельзя сказать с полной достоверностью. Может быть, сперва перешло в Россию византийское сказание о передаче императорской власти византийскому царю и получило тотчас же русскую окраску, так что все сказанное об императоре Льве было повторено с переменой имен: Навуходоносора на Василия и Льва на Владимира; затем, с течением времени первая часть совсем была отброшена, а осталось только распространенное русское окончание, развившееся таким образом в самостоятельное «Сказание о князех Владимерских». А может быть, наоборот, исторические традиции о принятии христианства из Византии стали со временем принимать, вместо религиозной, политическую окраску и таким образом могло появиться «Сказание о Владимирских князьях» совсем самостоятельно на русской почве; потом же, когда из Византии было принесено в Россию «Сказание о Вавилонском царстве», русская повесть естественно к ней примкнула и с ней слилась. К последнему мнению склоняется А. Н. Пыпин в своем «очерке литературной истории старинных повестей и сказок русских». И. Н. Жданов, в своём исследовании "Повести о Вавилоне" приводит две народные сказки о путешествии в Вавилон Феодора Бормы и Бормы Ярыжки за царским венцом и скипетром. Обе они служат отражением повести о посольстве в Вавилон императора Льва с присоединением других сюжетов мифологического содержания, например мифа о Полифеме или Лихе Одноглазом, сказок о благодарных животных и т. п. Старорусские сказания о Вавилоне Жданов разделяет на три отдела: «Притча о Вавилоне граде», или «Повесть города Вавилона», «Послание от Льва в Вавилон» и «О женитьбе Навуходоносора». Все эти рассказы совершенно перемешаны в русской литературе и известны только по поздним спискам.